# N827 (België)
De N827 is een gewestweg in de Belgische provincies Luxemburg en Luik. De route verbindt de N30 bij Houffalize met de N62 in Grüfflingen. De route heeft een lengte van ongeveer 27 kilometer en bestaat uit twee rijstroken voor beide rijrichtingen samen.

## Plaatsen langs de N827
- Sommerain
- Cherain
- Sterpigny
- Halconreux
- Gouvy
- Beho
- Aldringen
- Maldingen
- Grüfflingen